# Монумент африканського відродження
«Відродження Африки» (фр. Le Monument de la Renaissance africaine) — монумент у місті Дакар, столиці Сенегалу. Відкритий 4 квітня 2010 року, у п'ятдесяту річницю підписання угоди про надання Сенегалу незалежності від Франції. Висота — 49 метрів, що робить скульптуру найвищою в Африці.

## Скульптура
Монумент виконаний з бронзових листів товщиною 3 см. В основі композиції чоловік, він тримає на лівому плечі дитину, яка вказує в напрямку океану, правою рукою обіймає молоду жінку. Створення монумента було розпочато за безпосередньої участі сенегальського президента Абдулая Вада, дизайнер — П'єр Гудіабі, будівництво проводила північнокорейська компанія Mansudae Overseas Projects.
Вартість монумента — $ 27 млн, за що пам'ятник неодноразово критикували в Сенегалі і не тільки.